# Dimethyldicarbonat
Dimethyldicarbonat (DMDC), auch Dimethylpyrocarbonat (DMPC), ist ein Ester der Pyrokohlensäure.

## Eigenschaften
Dimethyldicarbonat ist eine klare, farblose Flüssigkeit mit einer Dichte von 1,25 g/mL. Der Flammpunkt liegt bei 85 °C, die Explosionsgrenzen liegen zwischen 3 % (unterer Wert) und 29,9 % (oberer Wert), die Zersetzungstemperatur liegt bei 172 °C.

## Verwendung
Dimethyldicarbonat (DMDC) ist als Lebensmittelzusatzstoff der Nummer E 242 ein deklarationspflichtiges Kaltentkeimungsmittel und tötet typische Getränkeschädlinge wie Hefen, Bakterien und Schimmelpilze durch Carbomethoxylierung von Proteinen ab.
Laut der Zusatzstoff-Zulassungsverordnung für nichtalkoholische, aromatisierte Getränke und Wein, ist Dimethyldicarbonat nach § 5 für alkoholfreien Wein und Flüssigteekonzentrat zugelassen. Zusätzlich dürfen Biermisch-Getränke sowie Cider mit Dimethyldicarbonat behandelt werden. Bei den genannten Getränken dürfen maximal 250 mg je Liter zugesetzt werden. Laut EG-Verordnung VO (EG) 606/2009 (EU-ÖnologiekodexVO) Anhang IA Nr. 34 ist Dimethyldicarbonat bei zum unmittelbaren menschlichen Verbrauch bestimmtem Traubenmost, bei Tafelwein, Schaumwein, Perlwein, Likörwein und Qualitätswein zugelassen. Es dürfen maximal 200 mg je Liter zugesetzt werden, und im fertigen Produkt darf kein Dimethyldicarbonat mehr nachweisbar sein. Bisher war der Einsatz ab einen Restzuckergehalt von 5 g/l des Weines gestattet, nach der neuesten Verordnung (EG) Nr. 315/2012 (Anhang 6) darf DMDC nur mehr bei halbtrockenen, lieblichen und Süßweinen eingesetzt werden.
Die Zugabe muss mit einem Dosiergerät erfolgen. Ein einfaches Einrühren bewirkt, bedingt durch die hohe Dichte und die schlechte Wasserlöslichkeit, ein Absinken im Behälter und ergibt  somit keine Wirkung. Nur durch die Verwendung einer Dosieranlage ergibt sich eine größtmögliche Verteilung von Dimethyldicarbonat im Getränk und damit eine hohe Kontaktmöglichkeit mit vorhandenen Mikroorganismen.

## Verträglichkeit
Nach Zugabe zum Getränk reagiert Dimethyldicarbonat mit dem darin enthaltenen Wasser temperaturabhängig in ca. 4 Stunden zu Methanol und Kohlendioxid, natürliche Bestandteile vieler Getränke wie Obst- und Gemüsesäfte, und ist beim Kauf nicht mehr vorhanden. Das in geringen Mengen entstehende Methanol ist toxikologisch als unbedenklich zu bewerten.
In Abhängigkeit von den Inhaltsstoffen, d. h. in Anwesenheit von Ammoniumionen (NH4+) und in wässrig-saurer Lösung, können sich jedoch geringste Mengen von O-Methyl-Carbamat (O-Methylurethan) bilden. Diese Verbindung ist toxikologisch gut untersucht und es hat sich gezeigt, dass sie in Ratten Krebs auslöst. O-Methyl-Carbamat wurde in Weinen, die mit Dimethyldicarbonat desinfiziert wurden, nachgewiesen. Es ist auf der Liste der krebsauslösenden Stoffe des Staates Kalifornien zu finden.
Bis 1973 wurde Diethyldicarbonat an Stelle von Dimethyldicarbonat verwendet. Dieses bildet unter denselben Bedingungen O-Ethyl-Carbamat (Ethylurethan), das toxikologisch bedenklicher als O-Methyl-Carbamat ist. Aus diesem Grund wurde 1973 Diethyldicarbonat vom Markt genommen und Dimethyldicarbonat als Folgewirkstoff eingesetzt.
O-Methyl-Carbamat wird fälschlicherweise manchmal mit Carbamaten aus dem Pflanzenschutz in Verbindung gebracht. Carbamate aus dem Pflanzenschutz werden als Insektizide, Fungizide und Herbizide eingesetzt und sind chemisch wesentlich komplexer aufgebaute N-Alkyl-Carbamate. Die größte Verwechslungsgefahr besteht mit der Klasse der fungizid wirksamen N-Methyl-Carbamate, denn N- und O- werden oft weggelassen und dadurch eine Identität vorgetäuscht.
Asthmatiker sollten sich nicht in Räumen aufhalten, in denen mit Dimethyldicarbonat gearbeitet wird, da der Stoff Asthmaanfälle auslösen kann.

## Zerfallszeit von Dimethyldicarbonat
Der pH-Wert nimmt nur geringfügig Einfluss auf den Zerfall, ausschlaggebend ist die Temperatur gemäß der RGT-Regel:
- bei 10 °C → ca. 5 Std.
- bei 20 °C → ca. 2 Std.
- bei 30 °C → ca. 1 Std.

## Reaktionsprodukte von DMDC mit Getränkeinhaltsstoffen
- Alkoholgehalt > 1 Vol.-%:

→ Methylethylcarbonat + Kohlendioxid + Methanol
- Ammoniak, Amine, Aminosäuren, Phenole:

→ Methylcarbamat + Kohlendioxid + Methanol